# Niederösterreichische Landeshymne
Die niederösterreichische Landeshymne O Heimat, dich zu lieben wurde am 12. Dezember 1965 vom niederösterreichischen Landtag im Rahmen einer Festsitzung zum Gedenken an die erste Landtagssitzung nach dem Zweiten Weltkrieg beschlossen.
Der Text stammt von Franz Karl Ginzkey, die Melodie von Ludwig van Beethoven, der sie als Bundeslied für Chor und sechs Blasinstrumente, im geselligen Kreise zu singen (Opus 122) komponierte.

## Geschichte der Hymne
Ginzkeys Lied wurde schon ab 1948 zu einer Melodie des Geraser Chorherrn Pater Milo Offenberger bei verschiedenen Anlässen gesungen.
Schon vor dem Zweiten Weltkrieg, ab 1932, versuchte man eine Landeshymne für Niederösterreich zu schaffen. Zwischen 1937 und 1938 wurde ein Wettbewerb ausgeschrieben, Offenberger reichte seine Melodie mit einem Text des St. Pöltner Monsignore Pater Josef Wagner ein. Er errang den ersten Preis, jedoch kam es nie zur Einführung als Landeshymne.
1961 kam es erstmals nach dem Krieg wieder zu Bemühungen, eine Landeshymne einzuführen, als der niederösterreichische Landesschulrat ein Schulliederbuch herausgeben wollte. Anders als beim ersten Mal sollte dieses Mal kein Wettbewerb stattfinden, sondern die Vorschläge von einer Kommission erarbeitet werden. 1963 entschied man sich zunächst für die Melodie Beethovens, der Text von Offenbergers Heimatlied wurde als gekünsteltes Volkslied abgelehnt. Bei der Suche nach einem geeigneten Text griff man schließlich auf die Zeilen Ginzkeys zurück. Der Text passte nicht nur gut zu der Melodie, er war außerdem schon bekannt.
2023 forderte ein Personenkomitee aus Autoren die Neuausschreibung der Landeshymne aufgrund der Vorbelastung des Verfassers. Der für die Landesarchive zuständige Landesrat Ludwig Schleritzko sah keinen Anlass, den Text zu ändern. Das Landesarchiv wurde unter Einbindung einer Historikerkommission unter der Leitung von Stefan Karner mit der wissenschaftlichen Aufarbeitung der Person Franz Karl Ginzkey beauftragt. Die Historikerkommission befand den Text für unproblematisch und legte einen 91-seitigen Bericht vor, der zeige, dass kein nationalsozialistisches oder rassistisches Gedankengut im Text der Hymne enthalten sei. Es wurde eine kritische Auseinandersetzung mit dem Autor im Zuge eines wissenschaftlichen Symposiums empfohlen.

## Text der Hymne

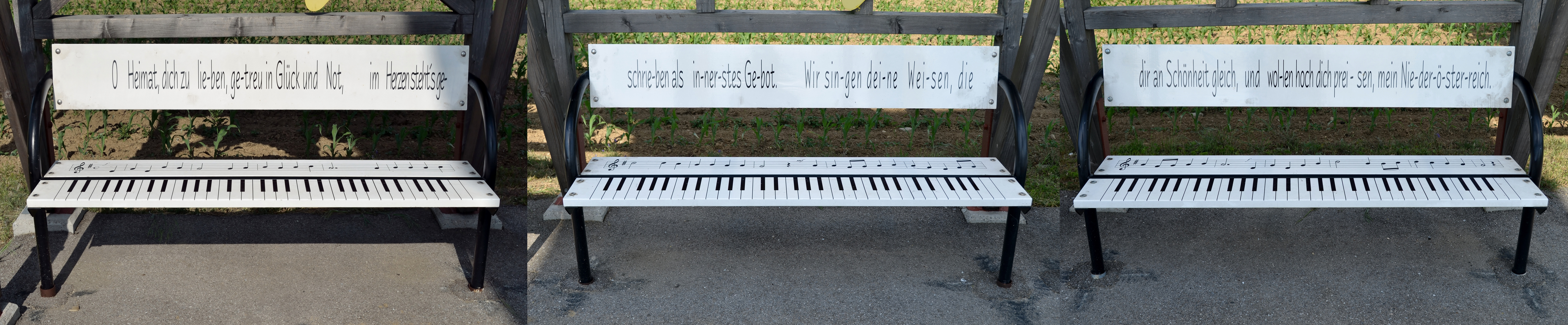
Beginn der Niederösterreichischen Landeshymne, auf den Bänken der Max-Schubert-Warte

O Heimat, dich zu lieben,

getreu in Glück und Not.

Im Herzen steht’s geschrieben

als innerstes Gebot.

Wir singen deine Weisen,

die dir an Schönheit gleich,

und wollen hoch dich preisen,

mein Niederösterreich.

Im Rauschen deiner Wälder,

in deiner Berge Glanz,

im Wogen deiner Felder

gehören wir dir ganz.

Im Dröhnen der Maschinen,

im Arbeitsfleiß zugleich,

wir müh’n uns, dir zu dienen,

mein Niederösterreich.

Getreu dem Geist der Ahnen,

wir schaffen uns das Brot

und halten hoch die Fahnen

blau-gold und rot-weiß-rot.

Wenn sie im Winde wehen,

an ernster Mahnung reich,

gilt es, zu dir zu stehen,

mein Niederösterreich.